# سيرامبور

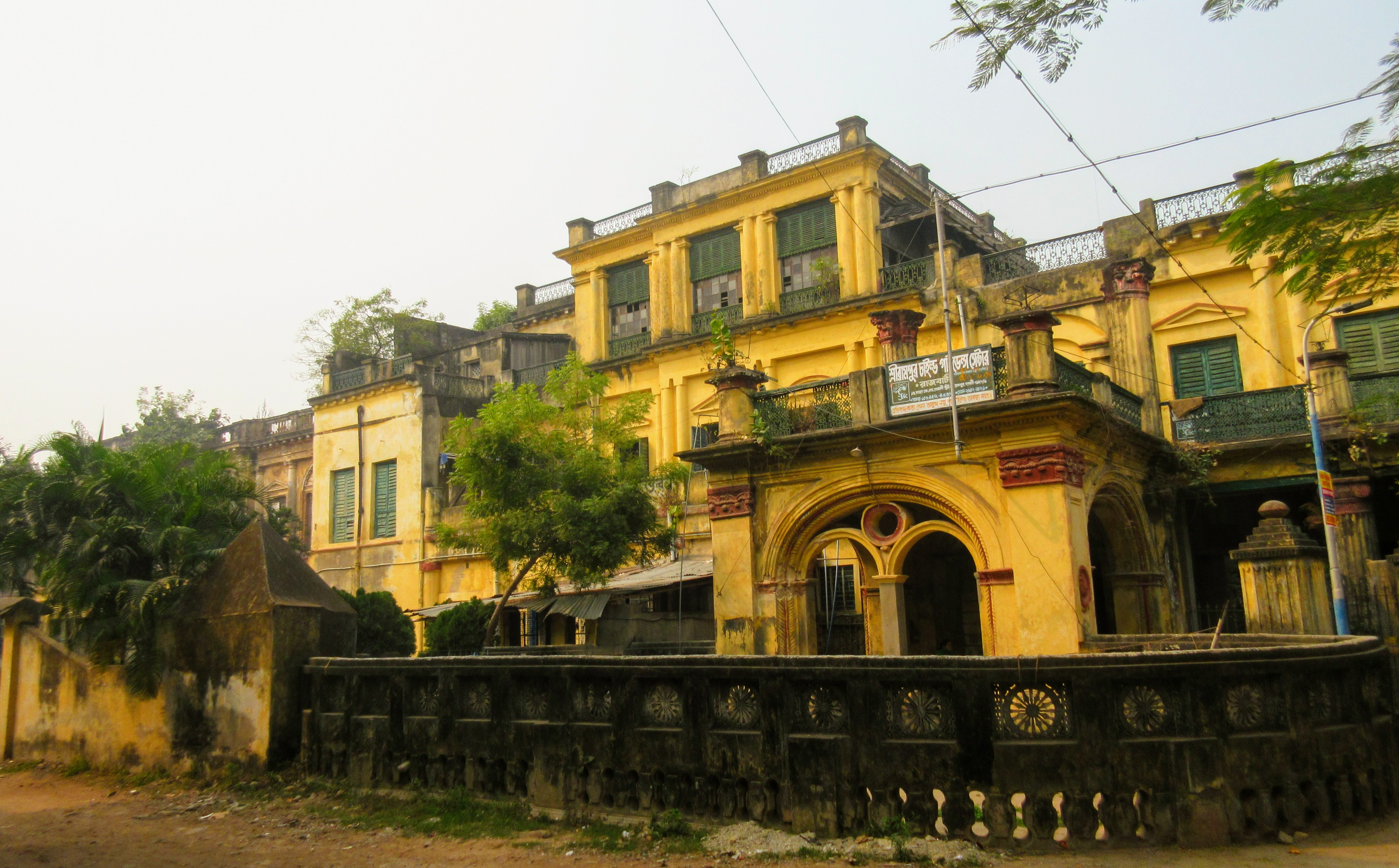
الواجهة الأمامية لسيرامبور راجباري، شاترا

سيرامبور (بالإنجليزية: Serampore) هي مدينة تقع في منطقة هوغلي التابعة لولاية البنغال الغربية الهندية. وهي المقر الرئيسي لتقسيم سريرامبور. تُعد جزءًا من المنطقة التي تغطيها هيئة تطوير مدينة كلكتا الحضرية (KMDA) وكلكتا الكبرى. كانت جزءًا من الهند الدنماركية تحت اسم فريدريكناجور من عام 1755 إلى عام 1845.

## الموقع الجغرافي
تقع سيرامبور عند مستوى إحداثيات .
تتكون المنطقة من سهول طينية مسطحة تشكل جزءًا من دلتا نهر الجانج.

## التركيبة السكانية
وفقًا للتعداد السكاني الصادر عام 2011، بلغ عدد سكان سيرامبور 181842 نسمة. حيث شكل الذكور 51.55% من السكان في عين بلغت نسبة الإناث 48.45%. بلغ متوسط معدل معرفة القراءة والكتابة 88.73%، وهو أعلى من المعدل الوطني البالغ 74.04%: بلغ معدل معرفة القراءة والكتابة لدى الذكور 92.75% بينما كان المعدل بين الإناث 87.05%؛ وكان 7% من السكان أقل من 6 سنوات من العمر.

## الروابط الخارجية
- JNNURM من ولاية البنغال الغربية
- رجال الدولة العالميون - الهند
- نادي روتاري سيرامبور